# سوينينغ
سوينينغ (بالصينية: 遂宁市 )‏ هي مدينة على مستوى محافظة، في جمهورية الصين الشعبية، تتبع سيتشوان، تبلغ مساحتها 5,326 كيلومتر مربع، رمزها البريدي هو 629000.

## مدن توأم
المدن التوأم:
- محافظة بوكيت.

## التقسيمات الإدارية
- Chuanshan, Suining [الإنجليزية]‏
- Anju, Suining [الإنجليزية]‏
- Pengxi County [الإنجليزية]‏
- Shehong [الإنجليزية]‏
- Daying County [الإنجليزية]‏.

## أعلام
- تشن وي